# Conrad Moench
Conrad Moench (Kassel, 15 augustus 1744 – Marburg, 6 januari 1805) was een Duits apotheker, scheikundige en botanicus. Hij was hoogleraar in de plantkunde aan de Universiteit van Marburg van 1786 tot aan zijn dood.
In 1794 schreef hij Methodus Plantas horti botanici et agri Marburgensis, een samengestelde beschrijving van planten in de velden en tuinen van Marburg. In 1802 benoemde hij de plant Gillenia trifoliata als aanvulling op de lokale flora van de stad Marburg in Oostenrijk. Hij gaf ook het plantengeslacht Echinacea zijn naam in de late 18e eeuw.

## Werken
- Beschreibung und chymische Untersuchungen des Dorf Geißmarischen Mineral-Brunnens. Kassel 1778
- Supplementum Ad Methodum A Staminum Situ Describendi. Marburg 1802
- Arzneymittellehre der einfachen und zusammengesetzten gebräuchlichen Mittel. Marburg 1800
- Einleitung zur Pflanzen-Kunde. Marburg 1798
- Methodus plantas horti botanici et agri Marburgensis. Marburg 1794
- Systematische Lehre von denen gebräuchlichsten einfachen und zusammengesezten Arzney-Mitteln. Marburg 1792–95
- Verzeichniß ausländischer Bäume und Stauden des Lustschlosses Weissenstein bey Cassel. Fleischer, Frankfurt, Leipzig 1785
- Bemerkungen über einige einfache und zusammengesetzte Arzneymittel. Fleischer, Frankfurt 1781
- Enumeratio plantarum indigenarum Hassiae praesertim inferioris. Kassel 1777.

- Author citation (botany): Moench
- Gemeinsame Normdatei: 117585971
- International Standard Name Identifier: 0000 0000 5960 6374
- Library of Congress Control Number: nr00025560
- Nationale Bibliotheek van Tsjechië: mzk2009510127
- Nederlandse Thesaurus van Auteursnamen: 243240376
- Système universitaire de documentation: 156890828
- Museum of New Zealand Te Papa Tongarewa: 50955
- Virtual International Authority File: 10627262
- WorldCat: E39PBJkMH9WqH4Fkktrxy8vWDq